# كفر قنديل
قرية كفر قنديل هي إحدى القرى التابعة لمركز أطفيح في محافظة الجيزة في جمهورية مصر العربية. حسب إحصاءات سنة 2006، بلغ إجمالي السكان في كفر قنديل 7685 نسمة، منهم 3992 رجل و3693 امرأة.